# Вторая лига Польши по футболу
Вторая лига Польши по футболу (пол. II liga polska w piłce nożnej, в настоящее время называется Betclic вторая лига Польши по футболу, из-за спонсорства компании Betclic) — третий по значимости дивизион в иерархии польского футбола. До сезона 2007-08 данное соревнование называлось Третья лига, но после переименования Первой лиги в Экстраклассу, изменились названия и всех нижестоящих лиг. В течение существования менялась структура лиги и число участвующих в ней команд. С 2014 года в турнире принимает участие 18 команд в одной группе. С 2002 года в лиге играют только футбольные клубы с профессиональным (спортивные акционерные общества) и полупрофессиональным (объединения физической культуры) статусами.